# Aussichtsturm Schwanden
Der Aussichtsturm Schwanden ist ein Aussichtsturm oberhalb von Schwanden im Kanton Glarus.

## Situation
Der im Jahre 2001 aus Holz erstellte Turm ist zehn Meter hoch. 25 Treppenstufen führen zur Aussichtsplattform in fünf Meter Höhe. Eine Panoramatafel aus dem Jahre 2003 informiert über die Bergspitzen.
Die Tannenbergstrasse führt von Haslen bis zum Aussichtsturm. Ab dem allgemeinen Fahrverbot gelangt man in ca. zehn Minuten zu Fuss zum Aussichtsturm.
Vom Turm aus bietet sich eine Sicht vom Tödi bis zum Hatzgenstock.

## Galerie

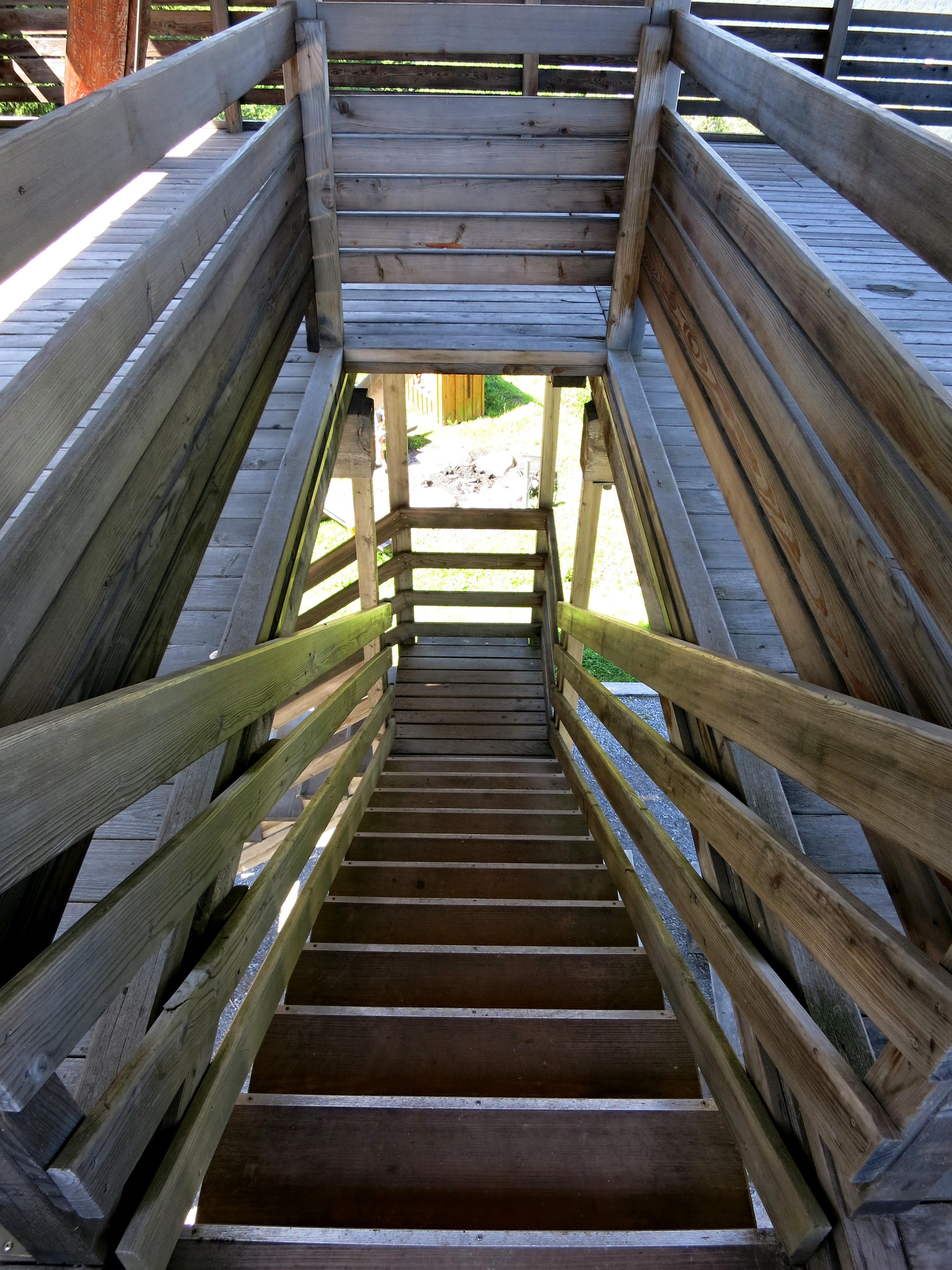
Treppen
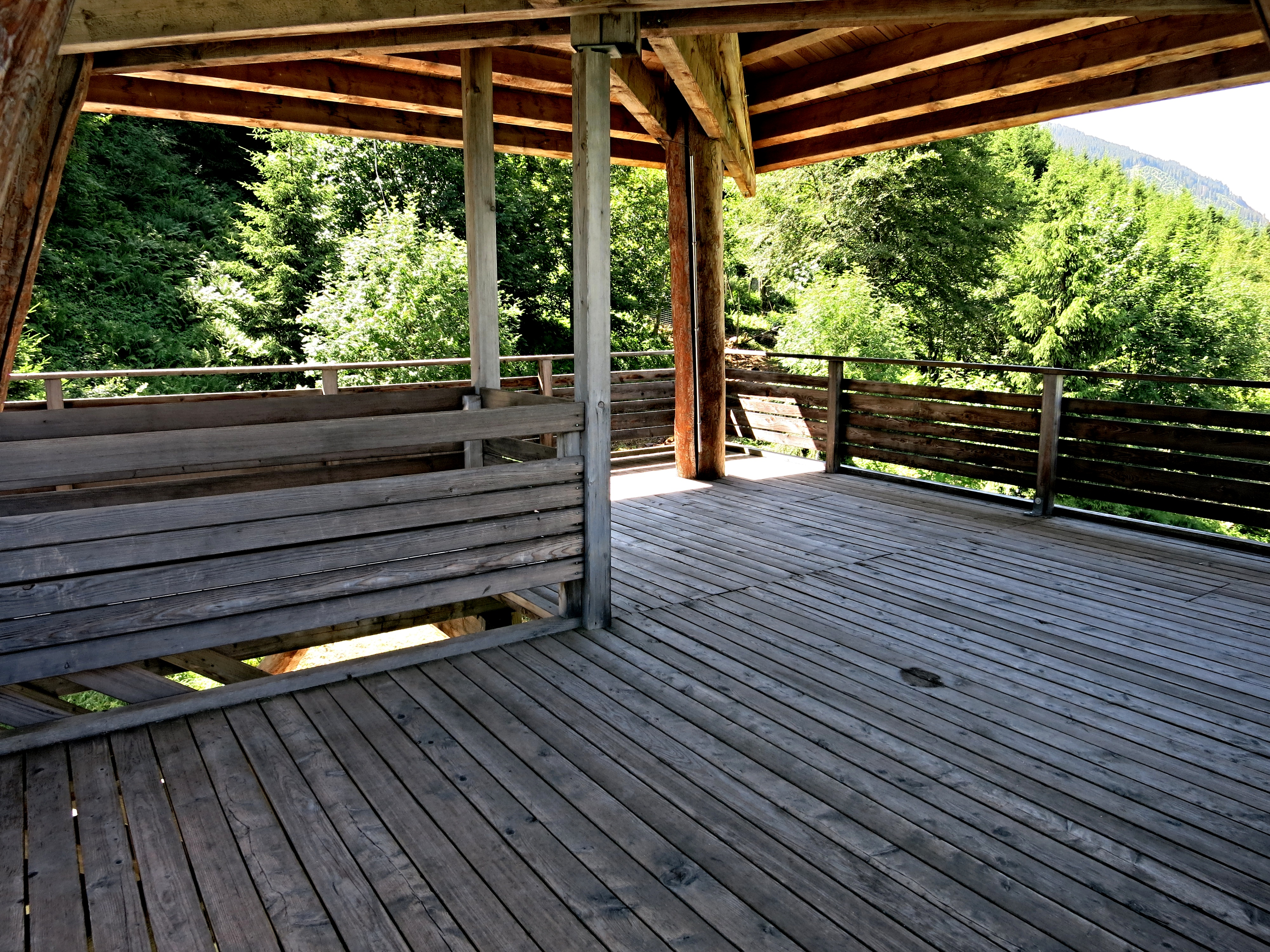
Aussichtsplattform